# Alfredo Palacios
Alfredo Palacios (Buenos Aires, 10 agosto 1878 – Buenos Aires, 20 aprile 1965) è stato un politico argentino.
Fu il primo socialista ad essere eletto in un parlamento latinoamericano.

## Biografia
Figlio di un accademico uruguaiano, Palacios intraprese gli studi nel Colegio Nacional de Buenos Aires e successivamente nella facoltà di Diritto dell'Università di Buenos Aires. Avvicinatosi inizialmente all'Unione Civica Radicale, nel 1896 aderì al Partito Socialista, fondato in quello stesso anno da Juan B. Justo. Ottenuta l'avvocatura, Palacios aprì uno studio legale sulla cui porta affisse una targa con su scritto "Avvocato. Assiste i poveri gratis.".
Nel 1904 fu candidato per i socialisti nel collegio de La Boca, quartiere operaio e portuale di Buenos Aires. Nei comizi si rivolgeva alla folla, composta prevalentemente da immigrati, in lingua spagnola ed italiana. Un apposito incaricato poi provvedeva a tradurre sul momento il discorso in dialetto ligure, data la grande presenza di genovesi nel barrio. Nel marzo dello stesso anno Palacios fu eletto deputato alla Camera, risultando così il primo socialista ad entrare in un Congresso nell'intera America Latina. Nel corso del suo primo mandato parlamentare promulgò una serie di importanti leggi a tutela dei lavoratori come quella sull'obbligo del riposo domenicale o quella della sedia, che imponeva ad ogni attività di dotarsi di una sedia dove i lavoratori potessero riposarsi.
Nel 1913 Palacios denunciò un presunto sistema di fatture gonfiate per i lavori di costruzione del Palazzo del Congresso. Il prezzo infatti era quintuplicato nel giro di soli sette anni nonostante la bassa inflazione. Fu istituita un'apposita commissione, presieduta dallo stesso Palacios e da Lisandro de la Torre, che dimostrò la validità delle accuse. Il governo in carica tuttavia non fece nulla, salvo pagare alle imprese appaltatrici le somme di denaro che ancora dovevano essere saldate. Nel 1915 fu espulso dal Partito Socialista per aver accettato di battersi in un duello, cosa proibita dallo statuto del suo movimento. Di conseguenza si dimise dall'incarico di deputato. In quello stesso anno Palacios accettò la cattedra di Legislazione Industriale presso l'Università di Buenos Aires. Fu un convinto sostenitore della riforma universitaria del 1918.
Nel 1930, anno in cui il generale José Félix Uriburu rovesciò con un colpo di Stato il governo del presidente Hipólito Yrigoyen, Palacios rinunciò alla cattedra di Diritto dell'Università di Buenos Aires e si riscrisse al Partito Socialista. Imprigionato dai militari, fu successivamente rilasciato. L'anno seguente si candidò alla Camera come deputato. Durante la campagna elettorale scampò ad un attentato nella cittadina bonaerense di Bragado. Eletto si batté per la tutela dei lavoratori, delle donne, dei minori e del patrimonio pubblico. Nel 1934 pubblicò un opuscolo, Las Islas Malvinas, archipiélago argentino, e promulgò una legge, con il quale poneva per la prima volta all'attenzione dell'opinione pubblica argentina la questione della sovranità sulle isole Falkland. Nel 1938 progettò il disegno di legge per garantire il diritto di voto alle donne. Viaggiò in alcune regioni depresse del Paese come il nord-ovest ed il nord-est denunciando le condizioni di vita della popolazione.
Il 27 giugno 1941 fu nominato rettore dell'Università Nazionale di La Plata. Dopo aver avviato l'istituzione verso un cammino riformista, Palacios si dimise dal suo incarico in seguito al golpe militare del 1943 e riparò a Montevideo per fuggire dalle persecuzioni. Rientrato in patria nel 1945, si avvicinò al movimento Unión Democrática contrastando l'ascesa di Juan Domingo Perón, definito dallo stesso Palacios come un fascista. Dopo il fallito golpe del generale Benjamín Menéndez nel 1951, fu incarcerato per alcuni anni sino alla caduta del peronismo.
Nel 1955 fu nominato dal presidente de facto Eduardo Lonardi ambasciatore d'Argentina in Uruguay. Durante il suo mandato a Montevideo, Palacios si destreggiò autonomamente, lavorando per rafforzare i vincoli tra i due paesi con iniziative concrete e rivoluzionarie come il passaporto comune. Rinunciò all'incarico nel 1957 in opposizione alla repressione interna operata dal regime di Pedro Eugenio Aramburu. Tra l'agosto ed il settembre dello stesso anno Palacios partecipò alla Costituente apportando un fondamentale contributo per la stesura dell'articolo 14bis. Nel febbraio 1958 fu candidato alla Presidenza della Repubblica dal Partito Socialista. Fu un fervente oppositore delle politiche economiche e interne del presidente Arturo Frondizi. Eletto deputato nel 1961 elaborò una serie di leggi per l'amnistia nei confronti di chi aveva commesso reati politici.
Nel 1963 fu rieletto deputato. Nel corso del suo ultimo mandato promosse una serie di iniziative contro la mortalità infantile. Morì nella sua casa di Buenos Aires in condizioni economiche molto difficili. I suoi resti riposano nel cimitero della Recoleta.